# Замок Корвинов

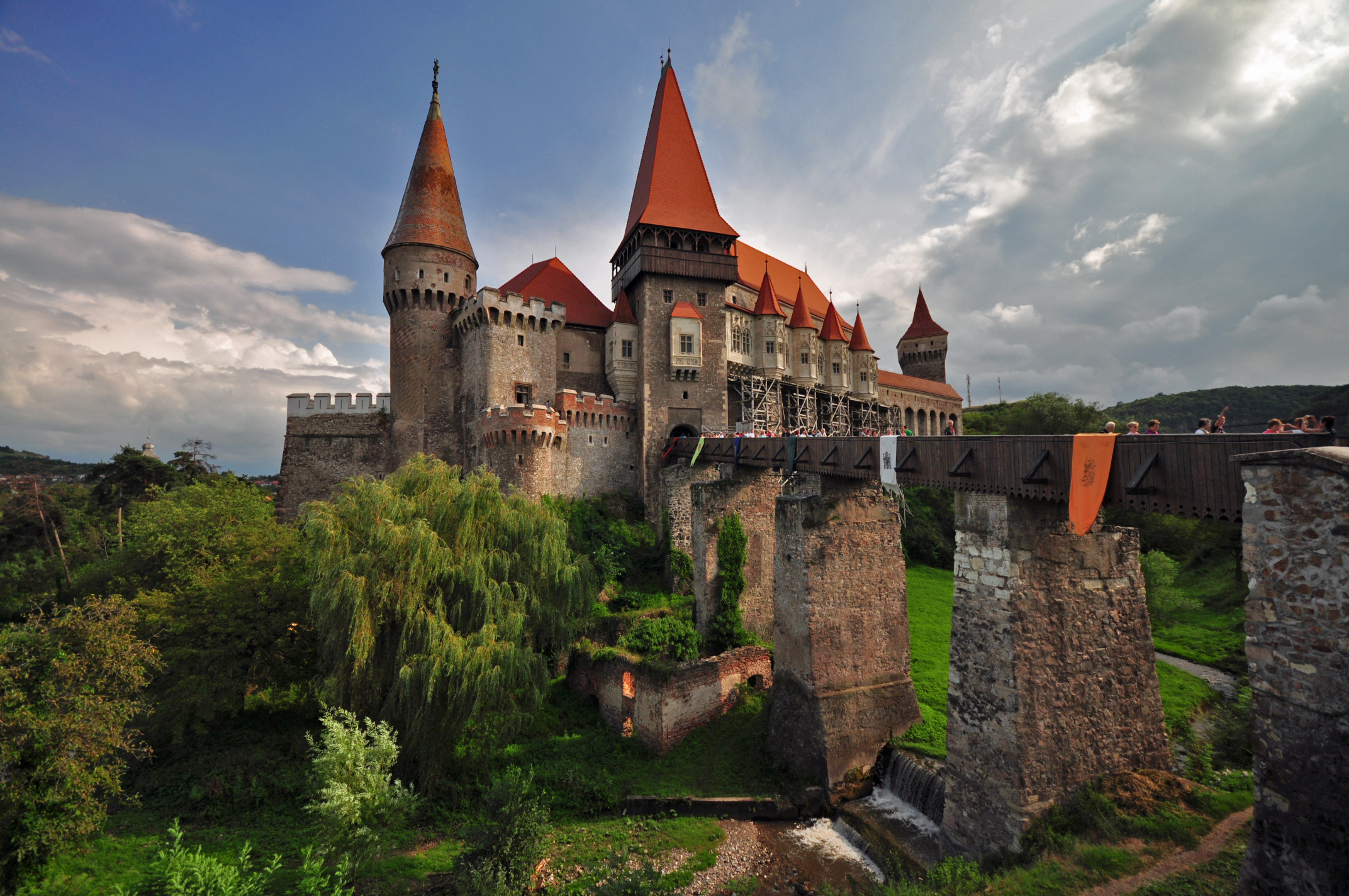
Замок Хуньяди

Замок Корвинов (рум. Castelul Corvinilor, венг. Vajdahunyadi vár) — родовое гнездо венгерского феодального дома Хуньяди на юге Трансильвании, в современном румынском городе Хунедоара. Отец Матвея Корвина, Янош Хуньяди, выстроил его в середине XV века на возвышенной скале возле речки Злаште.

## История
Первое письменное упоминание фортификационного сооружения относится к XIV веку. Тогдашняя крепость имела овальную форму, а единственная защитная башня была расположена в северном крыле, в то время как с южной стороны её закрывала каменная стена. В 1409 году, за боевые заслуги, Вайк (Войку) Хуньяди, отец Яноша Хуньяди, получил крепость и прилегающую землю в дар от короля Венгрии Сигизмунда.
Янош Хуньяди осуществил два этапа перестройки и расширения замка и прилегающей территории. Первый этап пришелся на 1441—1446 гг., и за это время было построено семь башен: четыре круглых, и три треугольных. Второй этап имел место в 1446—1453 гг.: именно тогда заложили часовню, построили основные залы и южное крыло с подсобными помещениями.

После смерти Яноша замок достался его сыну Матьяшу (Матвею Корвину). По его приказу была построена лоджия в северном крыле (также известная как «Лоджия Матьяша»), завершена часовня и продолжены работы по отделке замка. К тому моменту замок превратился в редкое для Восточной Европы сооружение, совмещающее в своем облике элементы поздней готики и раннего Возрождения. 

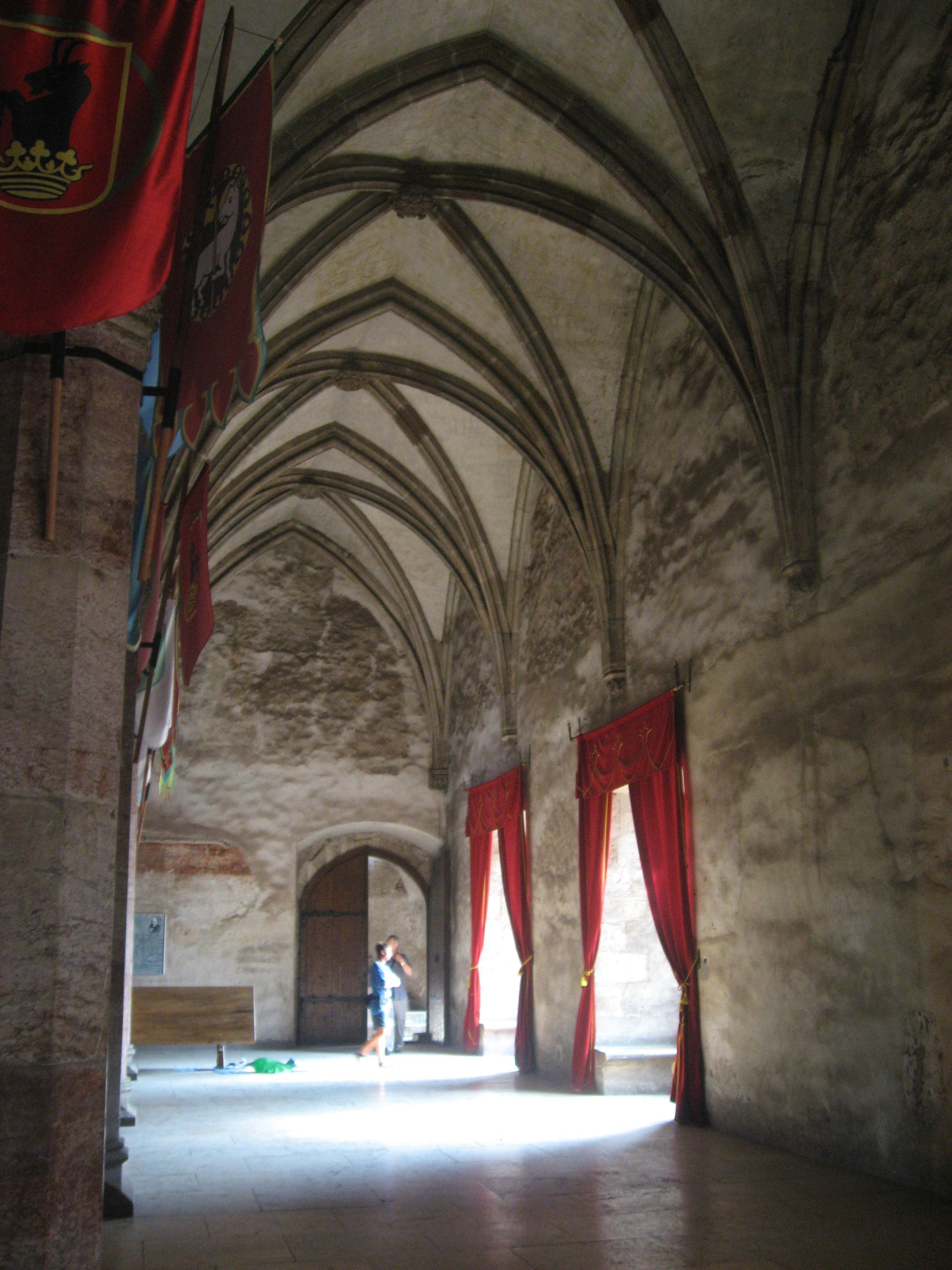
Своды замка

Хуньяди владели замком до 1508 года, после чего строение сменило 22 владельца. В XVII веке история замка была тесно связана с Габором (Габриэлем) Бетленом, под руководством которого были проведены некоторые внутренние работы и внешние модификации в соответствии с требованиями того времени. Появилась белая башня, установили артиллерийскую платформу и построили дворец Бетлена, который стал примером совмещения стилей среднего и позднего Возрождения. Также была построена башня для нового входа.
В XVIII веке замок перешел в собственность династии Габсбургов, которые превратили его в административный центр, координировавший добычу руды и хранение изделий из железа (1724—1854).
После серии мелких изменений и незначительных перестроек, в 1854 году в замке случился пожар, уничтоживший все архитектурные составляющие из дерева. Реставрационные работы длились с 1868 по 1874 год. В их результате крышу полностью заменили на черепичную, а рядом с дворцом Бетлена был построен фасад в неоготическом стиле.
В 1956—1968 годах была проведена ещё одна серия реставрационных работ, а в 1974 году замок был открыт для посетителей в качестве музея. Туристов проводят в замок по исполинскому мосту, им показывают обширный зал для рыцарских пиров и две башни, из которых одна носит имя монаха Иоанна Капистранского, а вторая — романтичное название «Не бойся».
Рассказывают также, что именно в этом замке Хуньяди целых 7 лет держали свергнутого с престола Влада Цепеша.
В замке снималось несколько костюмно-приключенческих и исторических картин, а так же фильмы жанра «Ужасы» румынских и иностранных, в частности, фильмы;                                                          Сергея Тарасова «Приключения Квентина Дорварда, стрелка королевской гвардии» (1988).                                                                Корин Харди «Проклятие Монахини»(2018).Майкл Чавес «Проклятие Монахини 2»(2023).